# Leptotocepheus orientalis
Leptotocepheus orientalis är en kvalsterart som beskrevs av Sandór Mahunka 1988. Leptotocepheus orientalis ingår i släktet Leptotocepheus och familjen Tetracondylidae. Inga underarter finns listade i Catalogue of Life.